# نرخ نهایی جانشینی
در اقتصاد، نرخ نهایی جانشینی (MRS) نشان می‌دهد که یک مصرف‌کننده حاضر است چقدر از کالای x را جایگزین کالای y کند در حالی که سطح مطلوبیت ثابت باشد.. 